# Mindemic
Pour plus de détails, voir Fiche technique et Distribution.
Mindemic (Mindemic) est une comédie dramatique italienne sortie en 2022 et réalisée par Giovanni Basso, dont c'est la première réalisation. En 2023, le film a été présenté en compétition aux David di Donatello.

## Synopsis
Nino, un réalisateur de soixante-dix ans désormais sur le déclin, reçoit un appel de son producteur historique, Fredo, qui lui commande un nouveau scénario. Acceptant la mission, Nino commence à écrire le texte sur sa fidèle machine à écrire. Emporté par l’inspiration, il décide de concevoir un film épique, centré sur la guerre, et, pour trouver du soutien dans l’écriture, tente de contacter ses collaborateurs de longue date. Le scénariste De Paoli refuse la collaboration, tout comme l’acteur Giovanni Marino, qui décline le rôle que Nino lui propose.
Plongé dans son acte créatif, Nino commence à mettre en scène chez lui les pages qu’il rédige, interprétant seul tous les personnages du film : un groupe de soldats tentant, au cours d’une guerre non précisée, de sauver une femme mystérieuse. Il reçoit également la visite d’une femme, une escort qui ressemble trait pour trait à son ex-épouse Angela, dont il est toujours épris et qui l’a quitté des années auparavant. À mesure qu’il avance dans l’écriture, Nino sombre dans un délire à la fois artistique et personnel, où les souvenirs de sa vie amoureuse avec sa femme et ceux de ses amis et collaborateurs se mêlent aux événements du film qu’il crée, provoquant en lui une confusion où réalité et fiction deviennent indiscernables.
Lorsqu’il apprend de la bouche de sa femme qu’il est en réalité mort et que tout ce qu’il vit n’existe pas, Nino choisit néanmoins de terminer son scénario. Une fois le dénouement achevé, il se retrouve sur la terrasse de l’appartement qu’il n’a jamais quitté. Là, accompagné de sa femme, il ne peut qu’embrasser son destin.

## Fiche technique
Sauf indication contraire, les informations mentionnées dans cette section peuvent être confirmées par la base de données cinématographiques IMDb,  présente dans la section « Liens externes ».
- Titre français : Mindemic
- Titre original : Mindemic
- Réalisation : Giovanni Basso
- Scénario : Giovanni Basso
- Musique : Teo Usuelli
- Photographie : Giovanni Basso
- Montage : Giovanni Basso
- Décors : Chiara Fontana
- Maquillage : Isabella Contini
- Production : Giovanni Basso

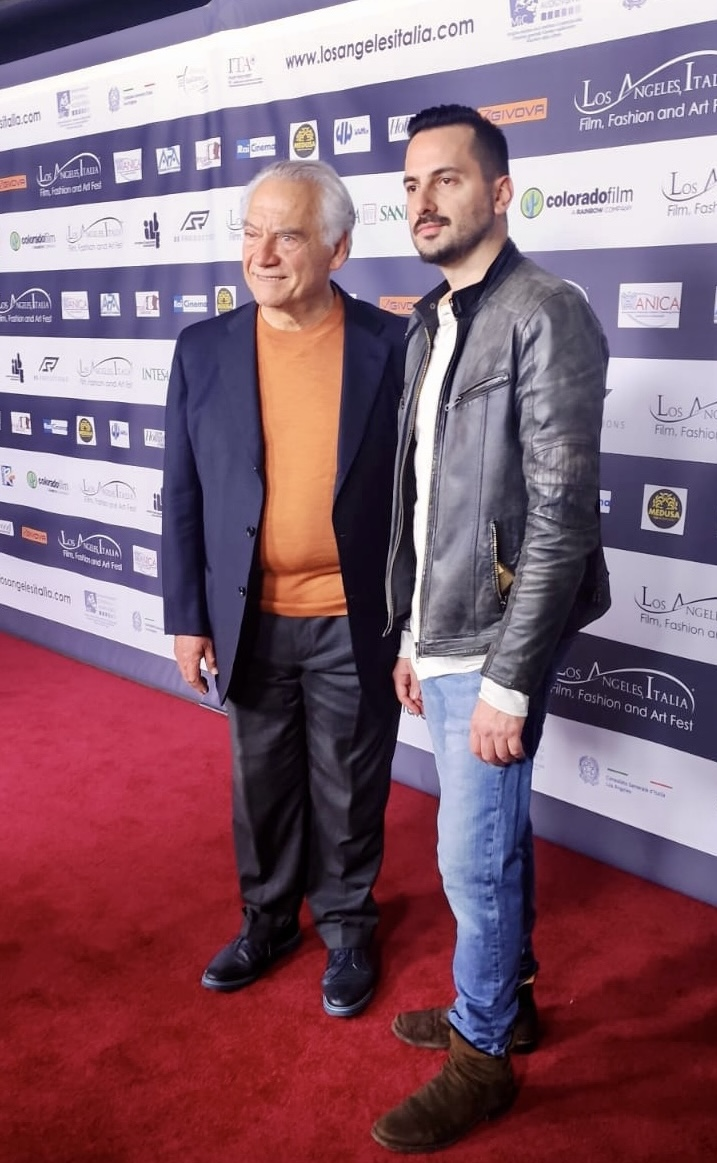
Colangeli et Basso à Los Angeles en 2023

- Sociétés de production : Magnet Films
- Pays de production :  Italie
- Langue originale : italien
- Format : 2,40:1
- Genre : comédie dramatique
- Durée : 84 minutes
- Dates de sortie :
  - Italie : 15 juin 2022 (sortie nationale)
  - Australie : 24 juin 2024

## Distribution
Sauf indication contraire, les informations mentionnées dans cette section peuvent être confirmées par la base de données cinématographiques IMDb,  présente dans la section « Liens externes ».
- Giorgio Colangeli : Nino Fontana
- Rosanna Gentili : Angela
- Roberto Andreucci : De Paoli
- Paolo Gasparini : Giovanni Marino
- Claudio Alfredo Alfonsi : Fredo
- Rossella Gardini  : Lucia

## Production
Au cours d’une interview, Basso a déclaré :
« Quando ho scritto la sceneggiatura, due anni fa, l’ho scritta pensando a Giorgio Colangeli, perché l’avevo conosciuto quando abbiamo fatto un corto insieme, Il Grande Presidente, nel 2019... Mi sono stampato la sua foto e l'ho tenuta con me mentre scrivevo. Dopo avergli inviato la sceneggiatura ne parlavo con i miei colleghi e dicevo “Se Giorgio non lo vuole interpretare o non è disponibile, non posso farlo. Non ho nessun altro con cui fare questo film perché ormai ci vedo solo lui”. Poi fortunatamente poco dopo Giorgio mi ha chiamato e mi ha detto che era entusiasta, e che voleva assolutamente farlo. »
— Giovanni Basso

« Lorsque j’ai écrit le scénario, il y a deux ans, je l’ai écrit en pensant à Giorgio Colangeli, car je l’avais rencontré lorsque nous avons réalisé ensemble un court-métrage, Il Grande Presidente, en 2019. J’ai imprimé sa photo et je l’ai gardée avec moi pendant que j’écrivais. Après lui avoir envoyé le scénario, j’en parlais avec mes collègues et je disais : “Si Giorgio ne veut pas le jouer ou s’il n’est pas disponible, je ne pourrai pas le faire. Je n’ai personne d’autre avec qui réaliser ce film, car désormais je ne vois que lui.” Heureusement, peu de temps après, Giorgio m’a appelé et m’a dit qu’il était enthousiaste et qu’il voulait absolument le faire. »
Le film a été entièrement tourné à Rome, dans un appartement situé via Galeazzo Alessi, dans le quartier de Tor Pignattara. Une seule scène a été filmée au parc Giordano Sangalli, le long du viale dell’Acquedotto Alessandrino, l’un des trois parcs publics du quartier de Tor Pignattara.

### Bande originale
Comme indiqué dans le générique du film, la bande originale est entièrement composée des musiques créées par le compositeur italien Teo Usuelli pour le film La Révolution sexuelle de Riccardo Ghione, sorti en 1968, et publiées par Universal Music Group.

### Anecdotes
- Le film a été entièrement tourné avec un iPhone 8+ auquel le réalisateur a fixé une lentille anamorphique américaine adaptée au capteur mobile. Basso a également précisé que toutes les conversations téléphoniques et les appels vidéo effectués par Nino dans le film ont été réalisés en direct, sans être ajoutés en post-production[5].
- Comme indiqué dans la bande-annonce officielle, le titre du film est un néologisme signifiant « Quelque chose qui perturbe l’esprit et y reste indéfiniment ».
- Le film porte également comme second titre Opera Zero.
- L’affiche officielle du film a été conçue par Basso.
- Malgré la longue carrière de Giorgio Colangeli, celui-ci incarne ici pour la première fois le protagoniste principal d’un film.

## Exploitation
Le film est sorti dans les salles italiennes le 15 juin 2022. Le 19 septembre 2022, il a été inclus dans la liste des 12 films italiens en lice pour être désignés comme candidats à représenter l’Italie dans la sélection pour l’Oscar du meilleur film international.
Depuis août 2023, il est disponible en streaming à la demande sur la plateforme Chili. En juin 2024, il a été distribué dans certaines salles en Australie.

### Accueil critique
Le film a été accueilli positivement par les critiques de cinéma italiens, qui ont apprécié sa réalisation et son scénario, ainsi que le talent d’acteur de Colangeli,.

## Distinctions

### Récompenses
- Los Angeles Italia Film Festival 2023[12] : 
  - L.A. Award Meilleur film

### Nominations
- Ciak d'oro 2022[13] :
  - Meilleur acteur
  - Meilleure première œuvre
  - Meilleure affiche